# Temporada 2024 del Campeonato del Mundo de JuniorGP
La Temporada 2024 del Campeonato del Mundo de JuniorGP es la decimotercera temporada desde que fuera Moto3 y la décima bajo el amparo de la FIM

## Calendario
El calendario provisional se publicó en noviembre de 2023.
| Ronda | Fecha            | Circuito  | Pole position   | Vuelta rápida     | Ganador       | Constructor |
| ----- | ---------------- | --------- | --------------- | ----------------- | ------------- | ----------- |
| 1     | 21 de abril      | Misano    | Jesús Ríos      | Facundo Llambias  | Jesús Ríos    | KTM         |
| 1     | 21 de abril      | Misano    | Jesús Ríos      | Jesús Ríos        | Jesús Ríos    | KTM         |
| 2     | 5 de mayo        | Estoril   | Cormac Buchanan | Casey O'Gorman    | Rico Salmela  | Husqvarna   |
| 3     | 19 de mayo       | Barcelona | Adrián Cruces   | Dodo Boggio       | Jesús Ríos    | KTM         |
| 3     | 19 de mayo       | Barcelona | Adrián Cruces   | Jakob Rosenthaler | Álvaro Carpe  | Husqvarna   |
| 4     | 23 de junio      | Portimao  | Guido Pini      | Guido Pini        | Álvaro Carpe  | Husqvarna   |
| 4     | 23 de junio      | Portimao  | Guido Pini      | Jesús Ríos        | Guido Pini    | KTM         |
| 5     | 15 de septiembre | Jerez     | Guido Pini      | Brian Uriarte     | Guido Pini    | KTM         |
| 5     | 15 de septiembre | Jerez     | Guido Pini      | Brian Uriarte     | Brian Uriarte | KTM         |
| 6     | 13 de octubre    | Aragón    | Brian Uriarte   | Jakob Rosenthaler | Álvaro Carpe  | Husqvarna   |
| 7     | 24 de noviembre  | Estoril   | Álvaro Carpe    | Facundo Llambias  | Guido Pini    | KTM         |
| 7     | 24 de noviembre  | Estoril   | Álvaro Carpe    | Máximo Quiles     | Máximo Quiles | Honda       |

## Equipos y pilotos
| Equipo                                     | Constructor | N.º | Piloto                 | Rondas |
| ------------------------------------------ | ----------- | --- | ---------------------- | ------ |
| CFMoto Aspar Junior Team                   | CFMoto      | 19  | Alessandro Morosi      | 1-7    |
| CFMoto Aspar Junior Team                   | CFMoto      | 71  | Hamad Al-Sahouti       | 1-2    |
| CFMoto Aspar Junior Team                   | CFMoto      | 89  | Marcos Uriarte         | 1-7    |
| British Talent Team                        | Honda       | 8   | Eddie O'Shea           | 1-5    |
| British Talent Team                        | Honda       | 52  | Evan Belford           | 1-7    |
| British Talent Team                        | Honda       | 92  | Lucas Brown            | 6-7    |
| Honda Racing Thailand                      | Honda       | 20  | Jakkreephat Phuettisan | 1-7    |
| Honda Racing Thailand                      | Honda       | 85  | Kiattisak Singhapong   | 2      |
| Team Estrella Galicia 0'0                  | Honda       | 24  | Guillem Planques       | 1-2    |
| Team Estrella Galicia 0'0                  | Honda       | 28  | Máximo Quiles          | 1-7    |
| Team Estrella Galicia 0'0                  | Honda       | 67  | Casey O'Gorman         | 1-7    |
| Team Estrella Galicia 0'0                  | Honda       | 94  | Facundo Llambias       | 1-7    |
| Asia Talent Team                           | Honda       | 56  | Amon Odaki             | 1-7    |
| Asia Talent Team                           | Honda       | 57  | Danial Shahril         | 1-7    |
| Asia Talent Team                           | Honda       | 32  | Zen Mitani             | 1      |
| Astra Honda Racing Team                    | Honda       | 93  | Arbi Aditama           | 3-7    |
| STV Laglisse Racing                        | Husqvarna   | 4   | Milan Pawelec          | 1, 3-7 |
| STV Laglisse Racing                        | Husqvarna   | 83  | Álvaro Carpe           | 1-7    |
| Liqui Moly Husqvarna Intact GP Junior Team | Husqvarna   | 5   | Leo Rammerstorfer      | 1-7    |
| Liqui Moly Husqvarna Intact GP Junior Team | Husqvarna   | 27  | Rico Salmela           | 1-7    |
| Liqui Moly Husqvarna Intact GP Junior Team | Husqvarna   | 78  | Jakob Rosenthaler      | 1-7    |
| F. Koch Rennsport                          | KTM         | 2   | Loris Schönrock        | 1-7    |
| Finetwork MIR Racing Team                  | KTM         | 11  | Adrián Cruces          | 1-7    |
| Finetwork MIR Racing Team                  | KTM         | 21  | Ruché Moodley          | 1-5    |
| Finetwork MIR Racing Team                  | KTM         | 95  | Leonardo Zanni         | 6-7    |
| SIC Racing - MSi                           | KTM         | 13  | Hakim Danish           | 1-5    |
| SIC Racing - MSi                           | KTM         | 37  | Farish Hafiy           | 7      |
| AGR Team                                   | KTM         | 14  | Cormac Buchanan        | 1-7    |
| AGR Team                                   | KTM         | 17  | Geoffrey Emmanuel      | 1-4    |
| AGR Team                                   | KTM         | 22  | Owen van Trigt         | 5-7    |
| AGR Team                                   | KTM         | 45  | Kgopotso Mononyane     | 1-6    |
| Eagle-1                                    | KTM         | 18  | Edoardo Bertola        | 6      |
| Eagle-1                                    | KTM         | 34  | Cesare Tiezzi          | 1-7    |
| Eagle-1                                    | KTM         | 47  | Dodo Boggio            | 1-7    |
| MTA Junior Team                            | KTM         | 25  | Leonardo Abruzzo       | 1-7    |
| MTA Junior Team                            | KTM         | 41  | Aoi Uezu               | 1-7    |
| MTA Junior Team                            | KTM         | 48  | Lennox Phommara        | 1-7    |
| MTA Junior Team                            | KTM         | 91  | Kotaro Uchiumi         | 1-7    |
| AC Racing Team                             | KTM         | 29  | Kevin Farkas           | 1-7    |
| AC Racing Team                             | KTM         | 72  | Edoardo Liguori        | 1-7    |
| SeventyTwo Artbox Racing Team              | KTM         | 36  | Angus Grenfell         | 1-6    |
| SeventyTwo Artbox Racing Team              | KTM         | 51  | Brian Uriarte          | 5-7    |
| SeventyTwo Artbox Racing Team              | KTM         | 96  | Guido Pini             | 4-7    |
| SeventyTwo Artbox Racing Team              | KTM         | 69  | Marcos Ruda            | 1-3    |
| MRE Talent                                 | KTM         | 54  | Jesús Ríos             | 1-7    |

| Leyenda             |
| ------------------- |
| Piloto titular      |
| Piloto invitado     |
| Piloto de reemplazo |

## Resultados

### Campeonato de pilotos
Sistema de puntuación
Los puntos se reparten entre los quince primeros clasificados en acabar la carrera. Sistema de puntuación de 1993 hasta 2022:
| Posición | 1.º | 2.º | 3.º | 4.º | 5.º | 6.º | 7.º | 8.º | 9.º | 10.º | 11.º | 12.º | 13.º | 14.º | 15.º |
| Puntos   | 25  | 20  | 16  | 13  | 11  | 10  | 9   | 8   | 7   | 6    | 5    | 4    | 3    | 2    | 1    |

| Pos. | Piloto                 | Moto      | Equipo                                     | MIS | MIS | EST | BAR | BAR | POR | POR | JER | JER | ARA | EST | EST | Ptos. |
| ---- | ---------------------- | --------- | ------------------------------------------ | --- | --- | --- | --- | --- | --- | --- | --- | --- | --- | --- | --- | ----- |
| 1    | Álvaro Carpe           | Husqvarna | STV Laglisse Racing                        | 6   | Ret | 9   | 9   | 1   | 1   | 3   | 3   | 3   | 1   | Ret | 6   | 157   |
| 2    | Guido Pini             | KTM       | SeventyTwo Artbox Racing Team              |     |     |     |     |     | 2   | 1   | 1   | 4   | 4   | 1   | 2   | 141   |
| 3    | Máximo Quiles          | Honda     | Team Estrella Galicia 0'0                  | Ret | 9   | 6   | 15  | 4   | 4   | 2   | Ret | 2   | 2   | Ret | 1   | 129   |
| 4    | Jesús Ríos             | KTM       | MRE Talent                                 | 1   | 1   | 26  | 1   | Ret | 25  | 4   | Ret | 5   | 11  | 7   | 12  | 117   |
| 5    | Marcos Uriarte         | CFMoto    | CFMoto Aspar Junior Team                   | 3   | 6   | 2   | 2   | 3   | Ret | 10  | 14  | 13  | 18  | 3   | 9   | 116   |
| 6    | Cormac Buchanan        | KTM       | AGR Team                                   | Ret | 3   | 3   | 5   | 5   | 5   | Ret | 9   | 10  | 6   | 2   | 8   | 116   |
| 7    | Adrián Cruces          | KTM       | Finetwork MIR Racing Team                  | 5   | 2   | 7   | 3   | 6   | 6   | 9   | 4   | 9   | 17  | Ret | 4   | 116   |
| 8    | Alessandro Morosi      | CFMoto    | CFMoto Aspar Junior Team                   | 2   | 7   | 4   | 7   | 2   | 11  | Ret | 11  | 12  | 9   | 10  | 19  | 98    |
| 9    | Jakob Rosenthaler      | Husqvarna | Liqui Moly Husqvarna Intact GP Junior Team | 10  | Ret | 10  | 4   | Ret | 17  | 8   | 28  | 6   | 7   | 5   | 3   | 79    |
| 10   | Brian Uriarte          | KTM       | SeventyTwo Artbox Racing Team              |     |     |     |     |     |     |     | 2   | 1   | 5   | 4   | 7   | 78    |
| 11   | Casey O'Gorman         | Honda     | Team Estrella Galicia 0'0                  | 4   | 5   | Ret | Ret | 15  | 3   | 6   | 7   | Ret | 3   | Ret | Ret | 76    |
| 12   | Facundo Llambias       | Honda     | Team Estrella Galicia 0'0                  | 7   | Ret | 29  | 6   | Ret | 8   | 7   | 13  | 8   | Ret | 8   | 5   | 66    |
| 13   | Rico Salmela           | Husqvarna | Liqui Moly Husqvarna Intact GP Junior Team | Ret | Ret | 1   | 16  | NC  | Ret | 5   | 5   | Ret | 8   | Ret | 10  | 61    |
| 14   | Eddie O'Shea           | Honda     | British Talent Team                        | 8   | 4   | 8   | 12  | NC  | Ret | WD  | 6   | 7   |     |     |     | 52    |
| 15   | Hakim Danish           | KTM       | SIC Racing - MSi                           | 9   | 15  | 15  | 11  | 7   | 9   | 11  | 8   | Ret | 13  |     |     | 46    |
| 16   | Ruché Moodley          | KTM       | Finetwork MIR Junior Team                  | Ret | Ret | 13  | 10  | 9   | 7   | 13  | 10  | 11  |     |     |     | 39    |
| 17   | Leo Rammerstorfer      | Husqvarna | Liqui Moly Husqvarna Intact GP Junior Team | 12  | 20  | 11  | 13  | 8   | Ret | 14  | 12  | Ret | 16  | 9   | 14  | 35    |
| 18   | Danial Shahril         | Honda     | Asia Talent Team                           | Ret | 10  | 5   | 18  | 13  | Ret | 17  | 20  | 16  | 10  | 16  | 18  | 26    |
| 19   | Dodo Boggio            | KTM       | Eagle-1                                    | 14  | 11  | 25  | 8   | Ret | 18  | Ret | Ret | Ret |     | 6   | Ret | 25    |
| 20   | Milan Pawelec          | Husqvarna | STV Laglisse Racing                        | 13  | 13  |     | 19  | 12  | 16  | 21  | 15  | 15  | Ret | 11  | Ret | 17    |
| 21   | Evan Belford           | Honda     | British Talent Team                        | DNQ | DNQ | 27  | 21  | 10  | 10  | Ret | 18  | 22  | Ret | 18  | 13  | 15    |
| 22   | Marcos Ruda            | KTM       | SeventyTwo Artbox Racing Team              | Ret | 8   | 12  | 14  | NC  |     |     |     |     |     |     |     | 14    |
| 23   | Amon Odaki             | Honda     | Asia Talent Team                           | Ret | 14  | DNQ | 23  | 14  | 13  | 24  | 21  | 23  | 14  | 25  | 11  | 14    |
| 24   | Guillem Planques       | Honda     | Team Estrella Galicia 0'0                  | 11  | 12  | 14  |     |     |     |     |     |     |     |     |     | 11    |
| 25   | Arbi Aditama           | Honda     | Astra Honda Racing Team                    |     |     |     | 28  | Ret | 19  | 12  | Ret | 25  | 12  | 14  | 17  | 10    |
| 26   | Lennox Phommara        | KTM       | MTA Junior Team                            | 15  | Ret | 21  | 22  | 18  | 20  | 16  | 17  | 14  | 19  | 12  | 16  | 7     |
| 27   | Leonardo Abruzzo       | KTM       | MTA Junior Team                            | 18  | 17  | 18  | 26  | 11  |     |     | 24  | 20  | 21  | 15  | Ret | 6     |
| 28   | Kgopotso Mononyane     | KTM       | AGR Team                                   | Ret | 19  | 19  | 20  | 16  | 12  | 15  | 16  | 17  | 25  |     |     | 5     |
| 29   | Edoardo Liguori        | KTM       | AC Racing Team                             | 19  | 16  | 17  | 31  | 20  |     |     | 19  | Ret | 22  | 13  | 15  | 4     |
| 30   | Angus Grenfell         | KTM       | SeventyTwo Artbox Racing Team              | Ret | 21  | 16  | 25  | 19  | 14  | 19  | DNQ | DNQ | 24  |     |     | 2     |
| 31   | Kotaro Uchiumi         | KTM       | MTA Junior Team                            | 21  | 23  | 30  | 17  | Ret | 15  | 18  | 25  | Ret | 20  | 23  | 21  | 1     |
| 32   | Owen van Trigt         | KTM       | AGR Team                                   |     |     |     |     |     |     |     | 27  | 21  | 15  | 17  | 25  | 1     |
| 33   | Jakkreephat Phuettisan | Honda     | Honda Racing Thailand                      | 16  | Ret | 22  | 24  | 17  | 22  | 20  | 23  | 18  | Ret | 21  | 23  | 0     |
| 34   | Zen Mitani             | Honda     | Asia Talent Team                           | 17  | 18  |     |     |     |     |     |     |     |     |     |     | 0     |
| 35   | Cesare Tiezzi          | KTM       | Eagle-1                                    | 20  | 22  | NC  | 29  | 21  | 21  | Ret | 22  | 19  | 23  | 19  | 22  | 0     |
| 36   | Kiattisak Singhapong   | Honda     | Honda Racing Thailand                      |     |     | 20  |     |     |     |     |     |     |     |     |     | 0     |
| 37   | Kevin Farkas           | KTM       | AC Racing Team                             | DNQ | DNQ | 23  | 27  | 22  | 23  | 22  | 26  | 24  | DNQ | 20  | 20  | 0     |
| 38   | Hamad Al-Sahouti       | CFMoto    | CFMoto Aspar Junior Team                   | 22  | 25  | DNQ |     |     |     |     |     |     |     |     |     | 0     |
| 39   | Lucas Brown            | Honda     | British Talent Team                        |     |     |     |     |     |     |     |     |     | 26  | 22  | 26  | 0     |
| 40   | Aoi Uezu               | KTM       | MTA Junior Team                            | 23  | 24  | 24  | 30  | 23  | Ret | 25  | DNQ | DNQ | 27  | 26  | 27  | 0     |
| 41   | Geoffrey Emmanuel      | KTM       | AGR Team                                   | DNQ | DNQ | 28  | DNQ | DNQ | 24  | 26  |     |     |     |     |     | 0     |
| 42   | Farish Hafiy           | KTM       | SIC Racing - MSi                           |     |     |     |     |     |     |     |     |     |     | 24  | 24  | 0     |
| 43   | Loris Schönrock        | KTM       | F.Koch Rennsport                           | DNQ | DNQ | DNQ | DNQ | DNQ | DNQ | 27  | DNQ | DNQ | DNQ | 27  | Ret | 0     |
| Pos. | Piloto                 | Moto      | Equipo                                     | MIS | MIS | EST | BAR | BAR | POR | POR | JER | JER | ARA | EST | EST | Ptos. |

| Color     | Resultado                                                               |
| --------- | ----------------------------------------------------------------------- |
| Oro       | Ganador                                                                 |
| Plata     | 2.ª plaza                                                               |
| Bronce    | 3.ª plaza                                                               |
| Verde     | Finalizó en los puntos                                                  |
| Azul      | Finalizó sin puntos                                                     |
| Azul      | NC - No clasificado                                                     |
| Violeta   | Ret - No terminó (Carrera)                                              |
| Rojo      | DNQ - No se clasificó                                                   |
| Negro     | DSQ - Descalificado                                                     |
| Blanco    | DNS - No empezó (carrera)                                               |
| Blanco    | WD - Retirado (fin de semana)                                           |
| Blanco    | C - Carrera cancelada                                                   |
| Sin color | DNP - Inscrito pero no participó                                        |
| Sin color | INJ - Lesionado                                                         |
| Sin color | EX - Excluido                                                           |
| Estado    | Resultado                                                               |
| Negrita   | Pole position                                                           |
| Cursiva   | Vuelta rápida                                                           |
| †         | Abandona, pero clasifica al completar el porcentaje requerido para ello |

### Campeonato de Constructores
| Pos. | Constructor | MIS | MIS | EST | BAR | BAR | POR | POR | JER | JER | ARA | EST | EST | Ptos. |
| ---- | ----------- | --- | --- | --- | --- | --- | --- | --- | --- | --- | --- | --- | --- | ----- |
| 1    | KTM         | 1   | 1   | 3   | 1   | 5   | 2   | 1   | 1   | 1   | 4   | 1   | 2   | 255   |
| 2    | Husqvarna   | 6   | 13  | 1   | 4   | 1   | 1   | 3   | 3   | 3   | 1   | 5   | 3   | 201   |
| 3    | Honda       | 4   | 4   | 5   | 6   | 4   | 3   | 2   | 6   | 2   | 2   | 8   | 1   | 179   |
| 4    | CFMoto      | 2   | 6   | 2   | 2   | 2   | 11  | 10  | 11  | 12  | 9   | 3   | 9   | 140   |
| Pos. | Constructor | MIS | MIS | EST | BAR | BAR | POR | POR | JER | JER | ARA | EST | EST | Ptos. |